# Yukarıtekke, Çayıralan
Yukarıtekke là một xã thuộc huyện Çayıralan, tỉnh Yozgat, Thổ Nhĩ Kỳ. Dân số thời điểm năm 2010 là 170 người.